# Коллинз, Полин
По́лин Ко́ллинз (англ. Pauline Collins; род. 3 сентября 1940, графство Девон, Англия) — британская актриса.

## Биография
Полин Коллинз родилась в английском городе Эксмуте, графство Девон в 1940 году в семье ирландских католиков. Образование она получила в Лондоне, где обучалась в Центральной школе речи и драмы. Прежде чем стать актрисой, она до 1962 году работала учительницей. В том же году состоялся её театральный дебют в английском городе Виндзор в постановке «Газель на Парк-Лейн», а спустя три года она дебютировала в Лондоне в Вест-Энде в мюзикле «Отель Страстоцвет». В кино Коллинз впервые появилась в 1966 году в британской картине «Секрет девушки с мельницы».
Наибольшей славы Коллинз всё-таки добилась не в кино, а в театре и на телевидении. В 1960-х годах она появилась в сериалах «Доктор Кто», где исполнила роль Саманты Бриггс, но от дальнейших съёмок в нём отказалась, «Святой», «Непридуманные истории» и «Вверх и вниз по лестнице», роль служанки Сары в котором принесла ей также большой успех. В последним из этих сериалов Полин снималась вместе с мужем актёром Джоном Альдертоном, с которым в 1970 году у них был совместный телевизионный проект «Томас и Сара», который представлял собой спин-офф сериала «Вверх и вниз по лестнице».
В 1988 году Коллинз появилась в Лондоне в постановке одного актёра под названием «Ширли Валентайн». Спустя год она вновь исполнила эту роль в бродвейском сиквеле и в одноимённой экранизации, где она появилась обнажённой перед зрителями. Роль в этой картине принесла актрисе номинации на «Оскар» и «Золотой глобус», а также премию «BAFTA». С 1989 по 1992 год она снималась вместе с мужем в драматическом телесериале «Вечнозелённый».
Другими заметными её ролями в кино стали Джоан Бетель в «Городе удовольствий» (1992) и Дейзи Друммонд в «Дороге в рай» (1997).
Последние годы Коллинз в основном играет в театре и работает на телевидении, где снялась вновь в сериале «Доктор Кто» и «Холодный дом», а также в телефильмах «Мужчина и мальчик» (2002) и «Сверкающий цианид» (2003).
В 2001 году Полин Коллинз была удостоена Ордена Британской империи.